# Zsongor-kő

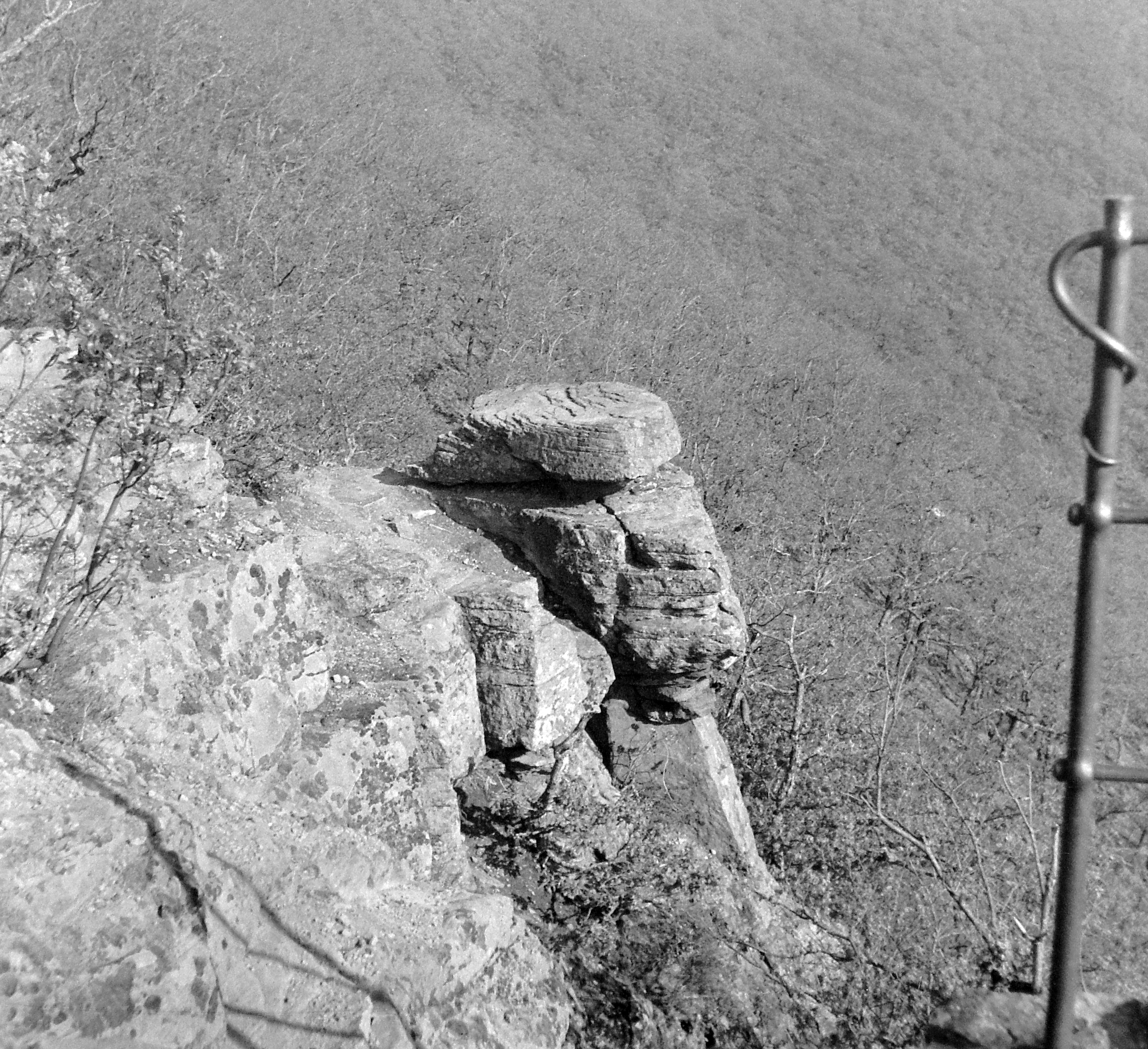
Zsongor-kő

A Zsongor-kő a Mecsek egyik legemblematikusabb, legszebb panorámát nyújtó kilátópontja a Kővágószőlős fölé magasodó Jakab-hegyen, 570 tengerszint feletti magasságban található. A Mecsek Egyesület által 1892-ben vaskorláttal biztonságossá tett, a Babás-szerkövekhez hasonlóan „Jakabhegyi Homokkő” alkotta sziklaalakzatot 1943-ban nyilvánították védetté. A helyi legenda szerint a törökök elől menekülő Zsongor és kedvese e helyről vetette magát a mélybe – fogság helyett a halált választva.